# パスカル・トマ
パスカル・トマ（Pascal Thomas、1945年4月2日 - ）は、フランスの映画監督である。

## 経歴
2005年、アンドレ・デュソリエとカトリーヌ・フロを主演に迎えた『アガサ・クリスティーの奥さまは名探偵』が公開される。2007年、『ゼロ時間の謎』を監督する。

## フィルモグラフィー

### 映画
- 上級生（1973年）
- 夫たち、妻たち、恋人たち（1989年）
- アガサ・クリスティーの奥さまは名探偵（2005年）
- ゼロ時間の謎（2007年）
- アガサ・クリスティー 奥さまは名探偵 ～パディントン発4時50分～（2008年）